# Wierzbięta z Ruszczy
Wierzbięta z Ruszczy (zm. w 1310 lub później) – możnowładca polski z rodu Świebodziców.
Był synem Klemensa z Ruszczy, bliskiego współpracownika Bolesława Wstydliwego. Pierwszy raz wzmiankowany w źródłach pod datą 1276, następnie 1289. W 1299 występuje jako kasztelan czchowski. W latach 1304–1306 piastował stanowisko kasztelana krakowskiego. W latach 1306–1310 z kolei był wojewodą krakowskim. W 1310 znika ze źródeł, data śmierci pozostaje nieznana.

## Literatura
- Kodeks dyplomatyczny Małopolski, t. I, Kraków 1876, wyd. F. Piekosiński, dokument CXXXI, przypis 2 (s. 158–159).
- L. M. Wójcik, Ród Gryfitów do końca XIII wieku. Pochodzenie – genealogia – rozsiedlenie, „Historia” CVII, Wrocław 1993, s. 67.